# Ödön Beöthy

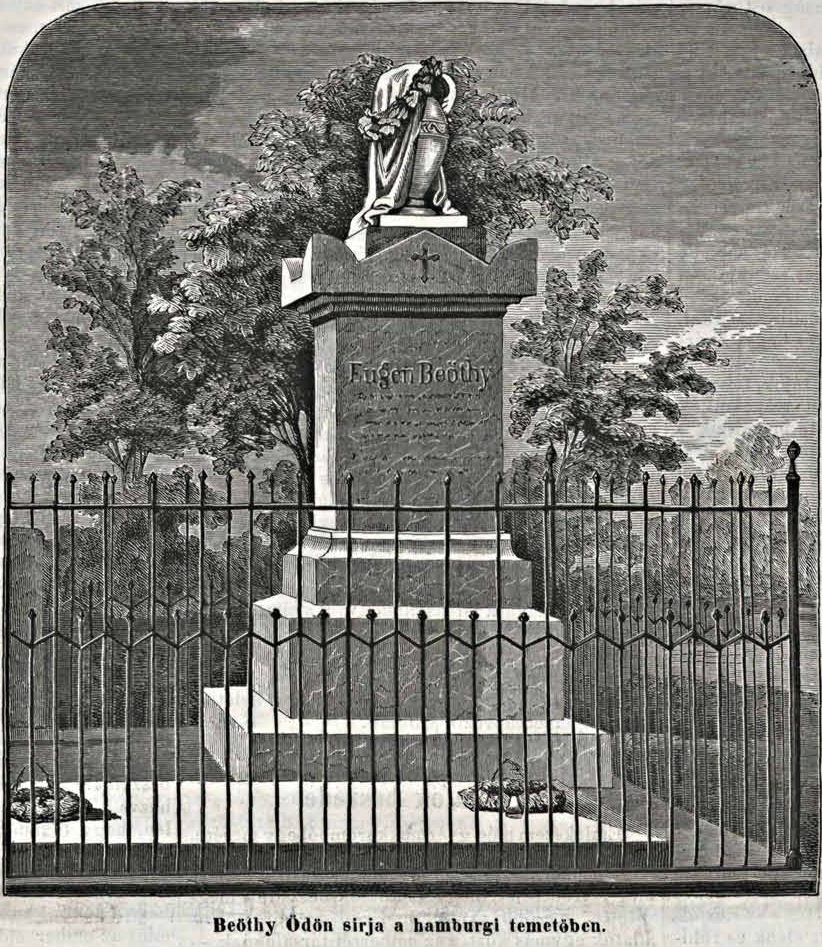
Mormântul lui Ödön Beöthy din Hamburg

Ödön Beöthy de Bessenyő (în maghiară Bessenyői Beöthy Ödön, n. 2 decembrie 1796, Oradea, Monarhia Habsburgică – d. 7 decembrie 1854, Hamburg, Confederația Germană) a fost un om politic maghiar, comite al comitatului Bihor și deputat în Parlamentul Ungariei. Este tatăl publicistului și politicianului Ákos Beöthy.

## Biografie
Ödön Beöthy a fost descendent al unei familii maghiare din Transilvania,  fiul colonelului László Beöthy, care a fost, de asemenea, vicecomite al comitatului Bihor și al Jankăi Husztinger. Beöthy a participat în timpul serviciului său militar (1812-1820) la Războaiele Napoleoniene și a luptat în Bătălia de la Leipzig (1813). A devenit apoi judecător (táblabíró) în comitatul Bihor, iar în calitate de membru al Partidului Liberal a fost trimis în parlament de alegătorii din comitatul său în 1826 și din nou în 1830. 
Remarcat pentru elocvența lui, el nu a devenit cunoscut decât începând cu sesiunea legislativă 1832-1836, când, alături de Ferenc Deák, a apărat, ca liberal catolic, punctul de vedere protestant în problema căsătoriilor mixte. După ce a susținut acel punct de vedere în Parlament, el s-a căsătorit cu o femeie protestantă și, fiindcă un episcop indignat a refuzat să-i ofere o binecuvântare cu acel prilej, a declarat în mod public că nu are nevoie de astfel de binecuvântări. El a fost, de asemenea, un apărător înfocat al libertății de exprimare. Opoziția îl privea cu entuziasm, iar nobilii liberali ai comitatului său îi cereau sfatul.
În 1841, el a fost ales în unanimitate vicecomite (alispán) al comitatului Bihor pentru a contracara influența comitelui (főispán) Lajos Tisza și a promovat puternic cauza populară prin elocvența lui. A fost exclus de conservatori după 1843 atât din parlament, cât și din funcția sa oficială în comitat (în 1844), dar și-a recăpătat autoritatea după începerea Revoluției Maghiare de la 1848, când a fost numit comandant al gărzilor naționale, deputat și comite al comitatului Bihor. În prima sesiune a Camerei Magnaților (5 iulie 1848) a propus o reformă radicală a camerei superioare a Parlamentului Ungariei. Pe parcursul Revoluției Maghiare de la 1848, a servit energic guvernul revoluționar maghiar în calitate de comisar al guvernului pentru Partium și apoi pentru Transilvania (erdélyi kormánybiztos).
Către sfârșitul războiului a fost deputat în dieta de la Seghedin. Pe 14 iunie 1849 Lajos Kossuth l-a numit prim-vicepreședinte al Tribunalului Superior al Ungariei, trebuind să demisioneze din funcția de comite. După Capitularea de la Șiria din 13 august 1849, Ödön Beöthy a fugit în străinătate prin Viena și s-a refugiat succesiv la Paris, Londra (cu Richard Cobden) și apoi pe insula Jersey, unde a făcut cunoștință cu Victor Hugo, pe care l-a avut într-o zi ca oaspete. De acolo, el a mers la Hamburg pentru a-și reîntâlni soția și a murit pe 7 decembrie 1854.
Beöthy a fost un om cu o mare abilitate politică și un excelent orator. El a exercitat o influență majoră asupra contemporanilor săi, atât pe plan social, cât și pe plan politic, mai ales datorită cumpătării și a spiritului plăcut.

## Portret
Portretul său litografiat a fost realizat de Franz Eybl în 1842.